# Zuidelijke maskerzanger
De zuidelijke maskerzanger (Geothlypis velata) is een zangvogel uit de familie Parulidae (Amerikaanse zangers).

## Verspreiding en leefgebied
Deze soort komt voor van zuidoostelijk Peru tot Bolivia, Brazilië, Paraguay, Uruguay en noordoostelijk Argentinië.